# Leónidás I.
Leónidás I. (řecky Λεωνίδας) (6. století př. n. l. – 480 př. n. l.) byl spartský král z dynastie Agiovců v letech 489 až 480 př. n. l. Proslavil se v řecko-perských válkách, především svým hrdinským odporem proti mnohonásobné perské přesile v bitvě u Thermopyl, v níž v srpnu 480 př. n. l. padl.

## Život
Otcem Leónida byl král Anaxandridás II. Leónidás měl dva vlastní bratry, staršího Dória a mladšího Kleombrota, který se po Leónidově smrti stal regentem za jeho nezletilého syna. Král Kleomenés I. byl Leónidovým nevlastním bratrem. Paul Cartledge, významný badatel a historik, dospěl k závěru, že Leónidás se narodil někdy kolem roku 540 př. n. l. Pokud akceptujeme hypotézu, že datum jeho narození spadá do některého z roků krátce po 540 př. n. l., lze předpokládat, že v době konfliktu s Peršany dosáhl Leónidás věku padesáti let. O Leónidově mládí a dospělosti se nedochovaly žádné informace. Kvůli nedostatku písemných pramenů nelze s určitostí tvrdit, zda se spartskými princi bylo zacházeno lépe než s ostatními Sparťany. Leónidás nebyl královým prvorozeným synem a tak je pravděpodobné, že od svých sedmi let absolvoval stejně tvrdý výcvik jako ostatní spartští občané. První dochovaná informace o Leónidovi pochází z roku 489 nebo 488 př. n. l., kdy se stal králem, když Kleomenés I. za nevyjasněných okolností zemřel. Příčinou Kleomenovy smrti byla patrně sebevražda, avšak nelze vyloučit, že se jednalo o vraždu, do níž byl Leónidás zapleten. Leónidás se následně oženil s Kleomenovou dcerou Gorgó, jež mu porodila syna Pleistarcha. O Leónidově vládě nejsou známy žádné podrobnosti až do roku 480 př. n. l., kdy perský král Xerxés I. přitáhl s obrovským vojskem do Řecka.
Po řadu let se král Dareios I. chystal k invazi do Řecka, ale v roce 490 př. n. l. byl poražen Athéňany v bitvě u Marathónu. Po něm i jeho syn Xerxés se připravoval k nové invazi do Řecka, kterou chtěl pomstít deset let starou porážku svého otce. V čele zřejmě nejpočetnějšího soudobého vojska, podporovaného podobně ohromným námořnictvem, se vypravil proti Helénům. Řekové odmítající podrobit se králi si uvědomovali hrozící nebezpečí a už v roce 481 př. n. l. se jejich zástupci sešli na Isthmu, kde vytvořili helénský spolek, jehož vůdcem byla ustavena Sparta. Po obdržení žádosti o pomoc od řeckých spojenců, se Sparťané dotázali na radu Apollónova orákula v Delfách. Podle Hérodota poskytla Pýthie Sparťanům tuto odpověď:
„Mužové, kteří dlíte v širé krajině spartské,
buď vám Peršané zpustoší vaše veliké město,
nebo nad smrtí zapláčou hory v Lakedaimonu –
krále z Hérakla rodu –, když osud rozhodne jinak.
Bojovnost jeho a síla překoná býky a tygry,
silný bude jak Zeus a pravím vám s jistotou toto:
Bojovat bude do konce, zvítězí, anebo padne.“
Tato věštba znamenala, že Sparta bude buď vydrancována, nebo přijde o svého krále. V srpnu 480 př. n. l. vyrazil Leónidás k průsmyku Thermopyly („Teplé brány“), který kontroloval vstup do středního Řecka a byl proto vybrán jako místo, kde mělo dojít k utkání s Xerxovou armádou. Leónida doprovázelo pouze 300 příslušníků jeho osobní tělesné stráže, z nichž všichni měli syny,[zdroj?] kteří by dále zachovali jejich rod. Vlastní spartské vojsko mělo údajně přitáhnout ihned po skončení svátku karnejí. Společně se Sparťany dorazili k průsmyku také arkádští, korintští a jiní peloponéští těžkooděnci. K nim se připojili rovněž Thespijci, Thébané, Lokrové a Fókové. Celé řecké vojsko čítalo podle různých antických pramenů přibližně mezi 4000 až 7000 hoplíty. Tato síla měla v thermopylském průsmyku zadržet ze severu se blížící Xerxovu armádu, jež podle rozličných moderních odhadů sestávala z asi 80 000 až 200 000 mužů.
Xerxés se prý smál, když se od svých zvědů doslechl jak nepatrné množství Helénů mu u Thermopyl stojí v cestě. Na počátku prvního dne vyslal k Řekům svého emisara, jenž královým jménem žádal, aby složili své zbraně. Leónidás mu na to odpověděl: „Pojď a vezmi si je!“ („Molón labe!“). Xerxés poté vyčkával další tři dny v naději, že Řekové sami odejdou. Konečně pátého dne zahájil útok. V úzkém průsmyku nebyli však Peršané schopni uplatnit svoji početní převahu nad Řeky, kteří díky svým delším kopím a dokonalejší výzbroji přivodili lehce ozbrojeným barbarům těžké ztráty. Král nasadil do boje i svůj elitní oddíl „nesmrtelných“, ovšem i ti byli Helény strašlivě zmasakrováni. S obdobným průběhem se střetnutí vyvíjelo i šestý den. Teprve následující den přinesl obrat v bitvě, neboť málijský zrádce Efialtés prozradil Xerxovi tajnou stezku přes hory, po níž bylo možné obejít postavení Řeků. Perský velitel Hydarnés potom touto cestou vpadl Helénům do týlu. Jakmile se o tom Řekové za úsvitu sedmého dne dozvěděli, leckteří z nich se vyslovovali pro stažení vojska. Nicméně Leónidás odeslal většinu Helénů pryč, zatímco s 300 Sparťany, 900 heilóty a 700 Thespijci vytrval v průsmyku. 400 Thébanů bylo nuceno zůstat proti své vůli jako rukojmí. Thespijci, jejichž vůdcem byl Démofilos, setrvali dobrovolně. Jak poznamenal Hérodotos: „prohlásili, že neodejdou a neopustí Leónida a jeho druhy, a také tam zůstali a padli.“ Podle jedné domněnky uváděné Hérodotem poslal Leónidás zbývající muže pryč, jelikož je chtěl uchránit před smrtí, aby tak mohli čelit Peršanům v pozdějších bitvách. Zároveň si byl dobře vědom, že Sparťané mají zakázáno ustoupit. Hérodotos se ale klonil spíše k tomu názoru, že Leónidás rozkázal ostatním Řekům stáhnout se, protože si všiml jejich váhání a neochoty podstoupit nebezpečí. Tudíž propustil všechny vojáky kromě Thespijců a heilótů.
Líčení závěru bitvy se v jednotlivých pramenech liší. Podle Hérodota vyrazili ze všech stran sevření Helénové proti Peršanům a usmrtili při tom mnoho barbarů. V rozhořčeném boji padl Leónidás, kolem jehož mrtvoly se strhlo zuřivé střetnutí, v němž byli zabiti dva Xerxovi bratři. Sparťané a Thespijci byli nakonec zcela obklíčeni a pobiti do jednoho, zatímco Thébané se vzdali. Diodóros Sicilský se zmiňuje o nočním útoku proti perskému táboru. Během něho měli Řekové uvést své nepřátele ve zmatek a ještě předtím, než vinou perských šípů a oštěpů padli, měli zabít velký počet Peršanů. Tento popis je s největší pravděpodobností pouhou smyšlenkou, neboť perské ležení se nalézalo ve vzdálenosti asi osmi kilometrů od řeckého.
Po boji přikázal Xerxés, aby byla Leónidově mrtvole uťata hlava a naražena na kůl. Král tím chtěl demonstrovat, co se stane těm, kteří se mu budou stavět na odpor. Přesto oběť, jíž Leónidás a jeho muži přinesli u Thermopyl, nezbavila Helény odvahy, nýbrž naopak upevnila jejich odhodlání, což mělo posléze za následek Xerxovu definitivní porážku. Poté, co se Sparťané zmocnili Leónidových ostatků, zpopelnili je se všemi poctami a uložili ve velkolepém mauzoleu, jež se nachází v severní části dnešní Sparty. Kromě toho zavedli každoročně konané festivaly na počest Leónida. V místě bitvy u Thermopyl se nyní nachází památník, nazývaný „Leónidův monument“. Pod zde vztyčenou bronzovou sochou Leónida jsou vyryta slova, která Leónidás odpověděl prvního dne perskému poslovi vyzývajícímu Helény ke složení zbraní.

## Odraz v kultuře
Do dnešních dnů je Leónidás vnímán jako ztělesnění spartské statečnosti, odvážnosti, bojového ducha a ukázněnosti. Již brzy po své smrti byl považován za všeřeckého hrdinu, ve Spartě byl navíc i kultovně uctíván. Leónidás patřil mezi antickými dějepisci nejčastěji připomínané Sparťany. Cestovatel Pausaniás podotkl, že „mnoho bojů se strhlo mezi Řeky a cizinci ... avšak čin Leónidův převýšil skutky současné i ty dávno minulé.“ Křesťan Órigenés srovnával Leónidovu a Sókratovu smrt s ukřižováním Krista.
Leónidovo sebeobětování u Thermopyl nebylo v moderním věku zapomenuto a stalo se pevnou součástí evropské historické tradice, přičemž se na něho odvolávaly velice odlišné názorové a filozofické proudy, vyzdvihující ho jako hrdinského válečníka bojujícího za svobodu. V roce 1814 inspiroval svým činem Jacquesa-Louise Davida k namalování obrazu Leónidás u Thermopyl. O několik let později se Leónidás stal symbolem filhelénství. V českých zemích tohoto spartského krále oslavovali mimo jiné básníci Josef Svatopluk Machar a Petr Bezruč. Motiv bitvy u Thermopyl a hrdinství krále Leónidy byl v roce 2007 zpracován ve volné filmové adaptaci 300: Bitva u Thermopyl od režiséra Zacka Snydera, jež vycházela z komiksu 300 od Franka Millera, jemuž posloužil jako námět film The 300 Spartans od Rudolpha Mathého z roku 1962.